# ひまわりライフ

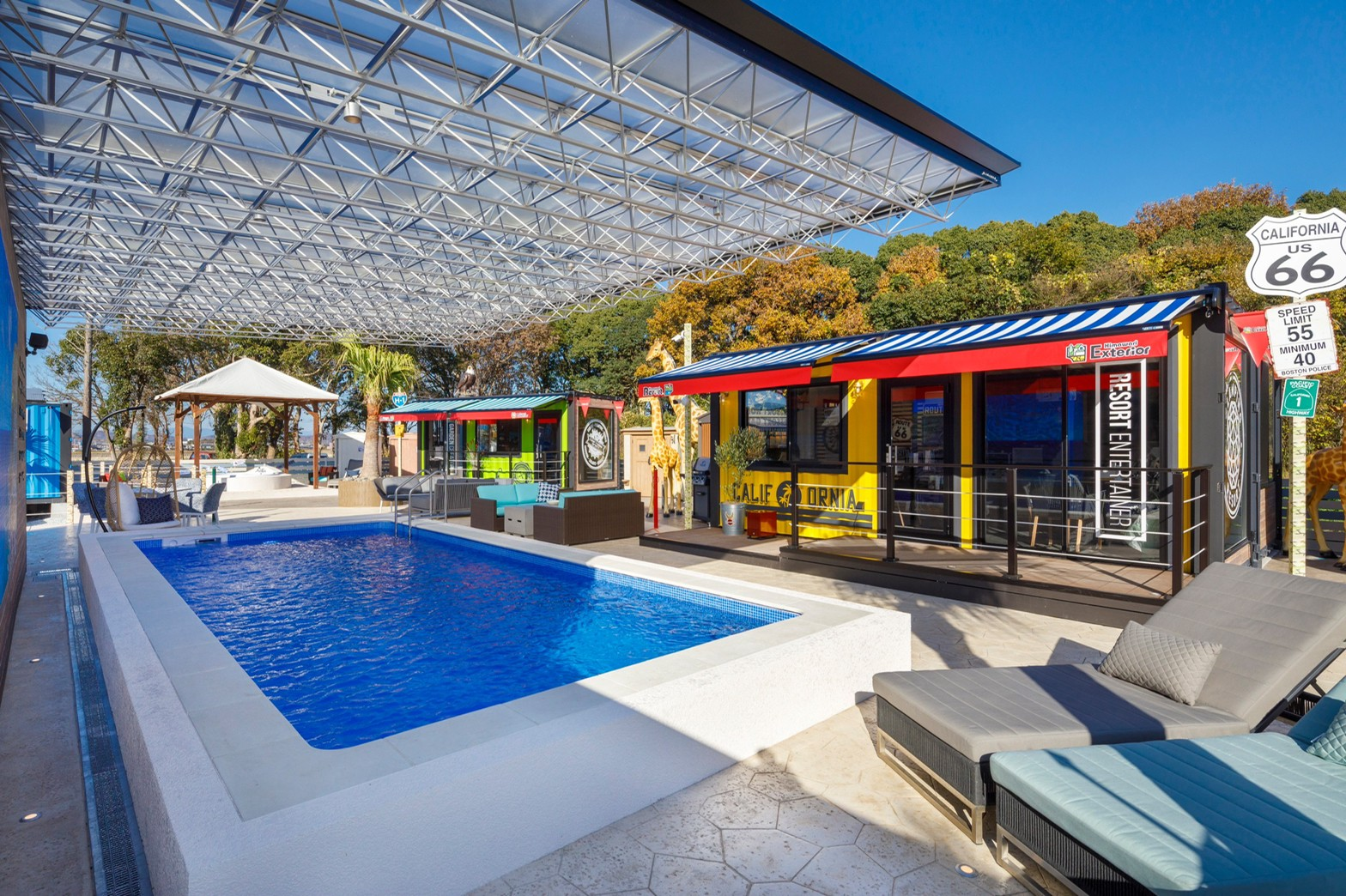
同社施工のプール（展示場）

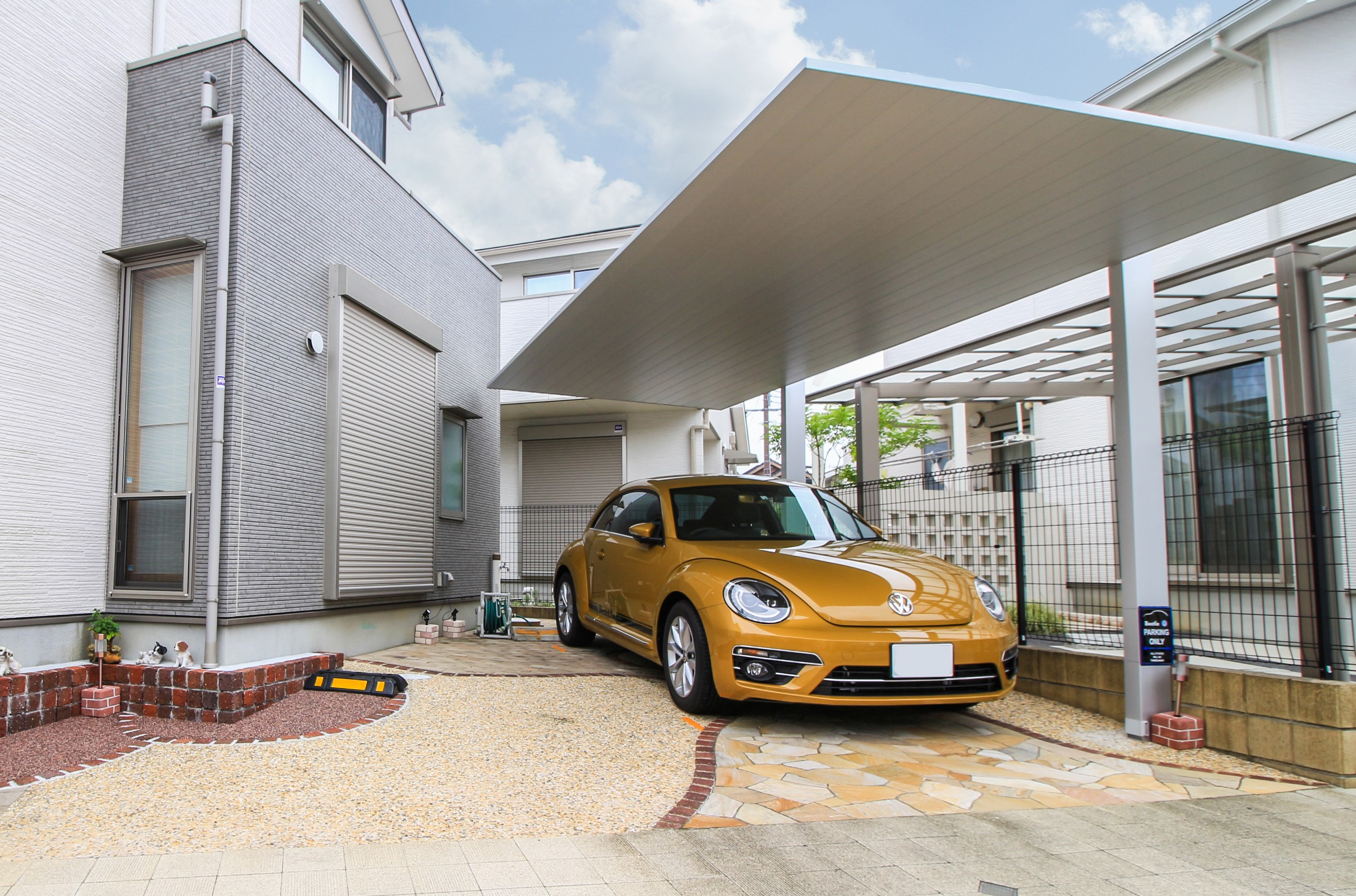
同社カーポートの施工例

株式会社ひまわりライフは、神戸市西区に所在するエクステリア・外構・カーポート・造園の設計・施工、およびリフォーム工事全般を行う会社。リゾートブランド「ひまわりリゾート」に続き、エクステリアブランドとして「ひまわりエクステリア」を発足。
新築住宅建設に伴う外構工事や、外まわりのリフォームのトータルプランニングを得意とする。近年はプールのあるリゾートガーデンやアウトドアリビングを提唱し、マジラインプールの設計・施工も行っている。自社の「イズム」を守るため、施工は協力会社を利用してもプランニングと設計は一切外部に委託しない方針をとる。
2024年には、創業の地・神戸市西区にプールを併設したアクアビューが楽しめる大規模商業施設である「Himawari Fanmär」を開業。約1,000坪の敷地に1階、2階にそれぞれ5テナントが入居できる。
フジテレビ、関西テレビ、毎日放送などのテレビ番組制作に美術協力、ロケ協力なども行っている。

## 沿革
- 1999年(平成11年)1月 - 兵庫県神戸市西区にて植木職人であった浦﨑正勝が独立し「ひまわり造園土木」を創業[4]。
- 2003年(平成15年)11月 - 法人化。有限会社ひまわり造園土木設立[4]。電気設備工事会社の下請け業務部門を廃止。下請けから脱却し外構工事だけの「BtoC」で再出発。同年、社屋を建設、展示場もオープン、CADを導入、ホームページの開設。売上が順調に推移[13]。
- 2006年(平成18年)2月 - 株式会社に組織変更。同年4月、エクステリア&ガーデン展示場オープン[4]。
- 2009年(平成21年)3月 - 現在の株式会社ひまわりライフに社名変更。[14]。
- 2010年(平成22年) - 山口支店オープン（その後、地元企業に譲渡）[15]。
- 2011年(平成23年)7月 - 中国進出。上海に現地企業と合弁会社設立。展示場「美庭向日葵」をオープン[16]。
- 2013年 - 北神戸店オープン[15]。
- 2014年(平成26年)4月 - 事業及び取扱商品拡大にため展示場を全面改装。[15][17]
- 2015年(平成27年)8月 - 家庭向けプールであるフランス製マジラインプールの設計・施工、販売を開始。[18]。リゾートガーデン展示場オープン。単なる外構工事から脱却、ライフスタイル全体のありかたを提案する事業へ転換[15]。
- 2017年(平成29年)3月 - イメージキャラクター「ひまわりガールはるかちゃん」誕生。作者は「うまい棒」のキャラクター「うまみちゃん」を制作したカッピー18であった[19]。
- 2019年(平成31年、令和元年) 
  - 「日常の中にリゾートを」をテーマに、ゾーニングを重視しプールのある暮らしを日常に取り入れたホームリゾート事業を本格化させる[20]。
  - 8月18日、フジテレビ「Mr.サンデー」の特集にて紹介される[21]。
  - 11月、神戸三ノ宮にて、「ひまわりリゾートサテライトショップ」がオープン[1]。
- 2020年(令和2年) 
  - ひまわりリゾートインターネットショップを開設[1]。
  - 新型コロナウイルス感染拡大による新しいライフスタイルの提案としてテントハウスの販売を開始[22]。
- 2021年(令和3年) 
  - 9月、エクステリア部門『ひまわりエクステリア』を発足
  - 11月、加古郡稲美町国岡1459-5に本社および展示場を移転[1]。

- 2022年(令和4年)	

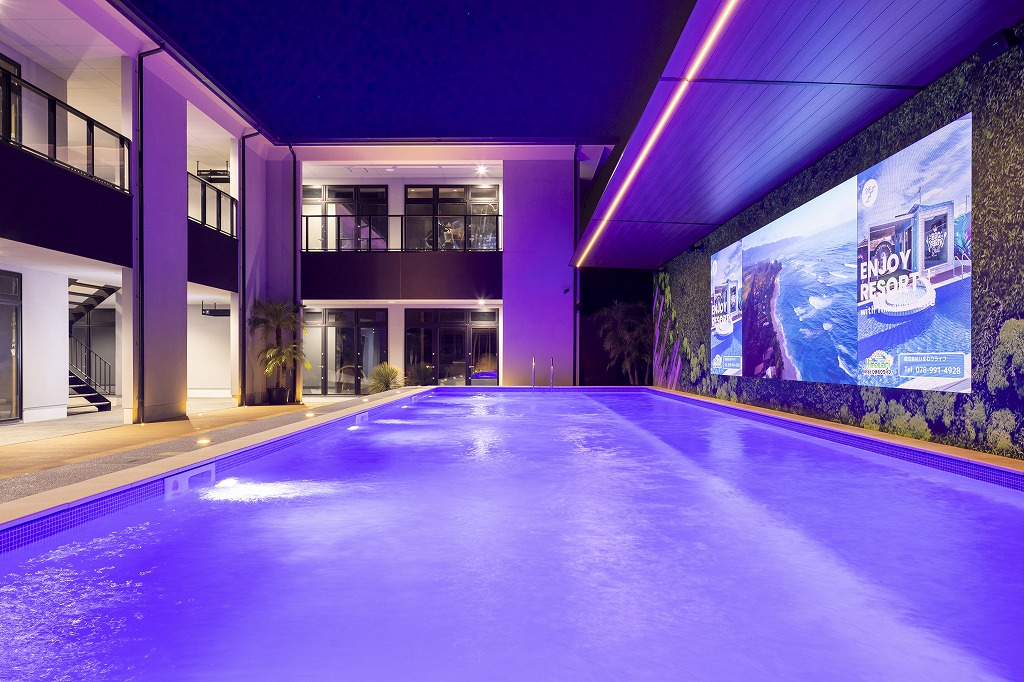
2024年6月にオープンした自社テントビル「ひまわりファンメル」

  - ジャグジー、バレルサウナ、EV充電設備の取扱いを開始[1]。
  - 『ひまわりリゾート』の拡大。コンテナハウスの設計・施工を開始[1]。
- 2023年(令和5年)	
  - 一棟貸しのリゾートヴィラの運営を開始[1]。
- 2024年(令和6年)	
  - 6月、兵庫県神戸市西区井吹台西町6丁目49-4に本社を移転[1]。
  - 6月、自社テントビル「ひまわりファンメル」オープン[1]。

## 事業内容
- 造園
- 外構、エクステリア、カーポートの設計・施工
- リゾートガーデンの設計施工
- フランス製マジラインプールの設置工事
- ガーデンルームの設置工事

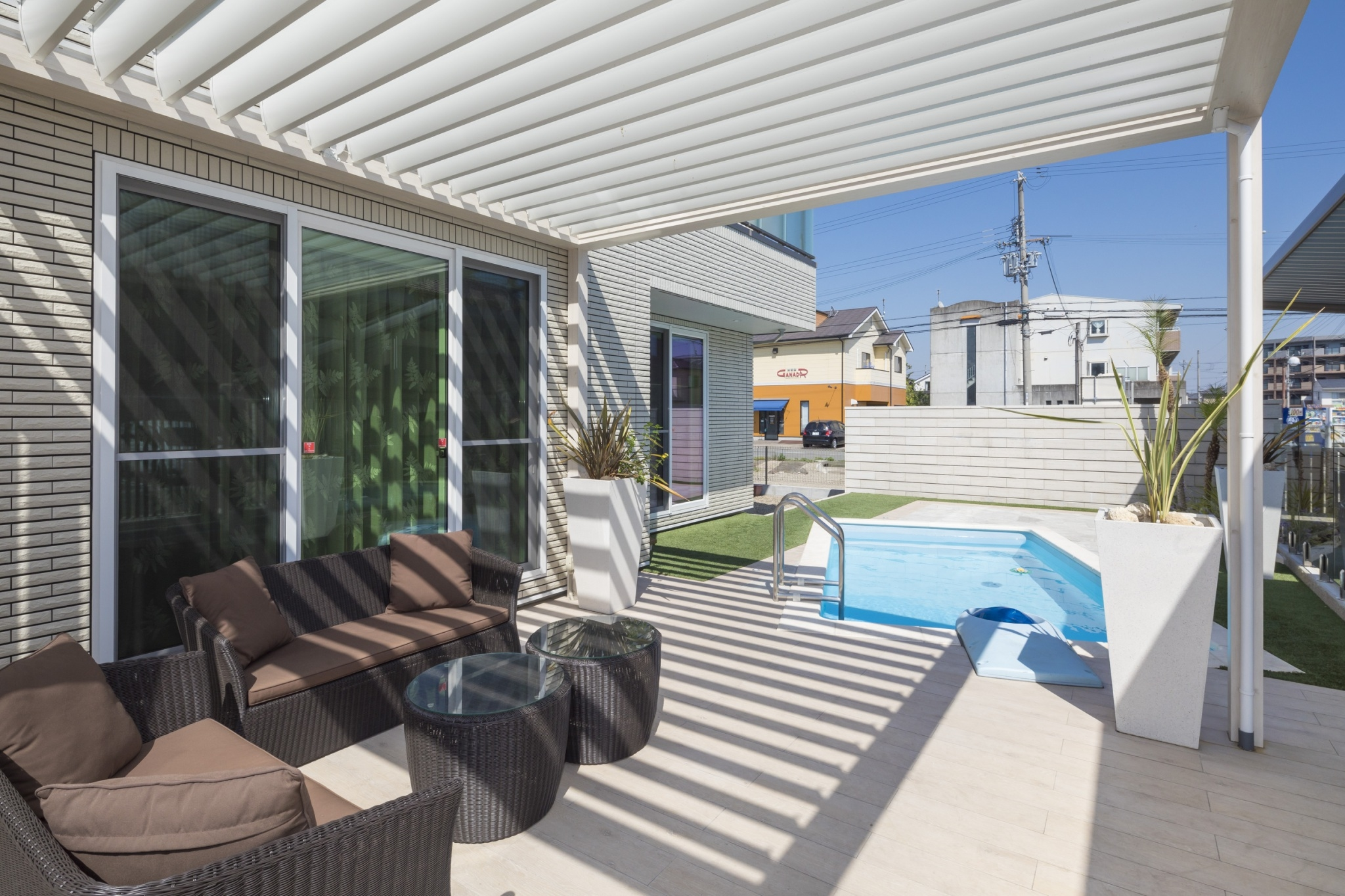
同社施工によるアウトドアリビング

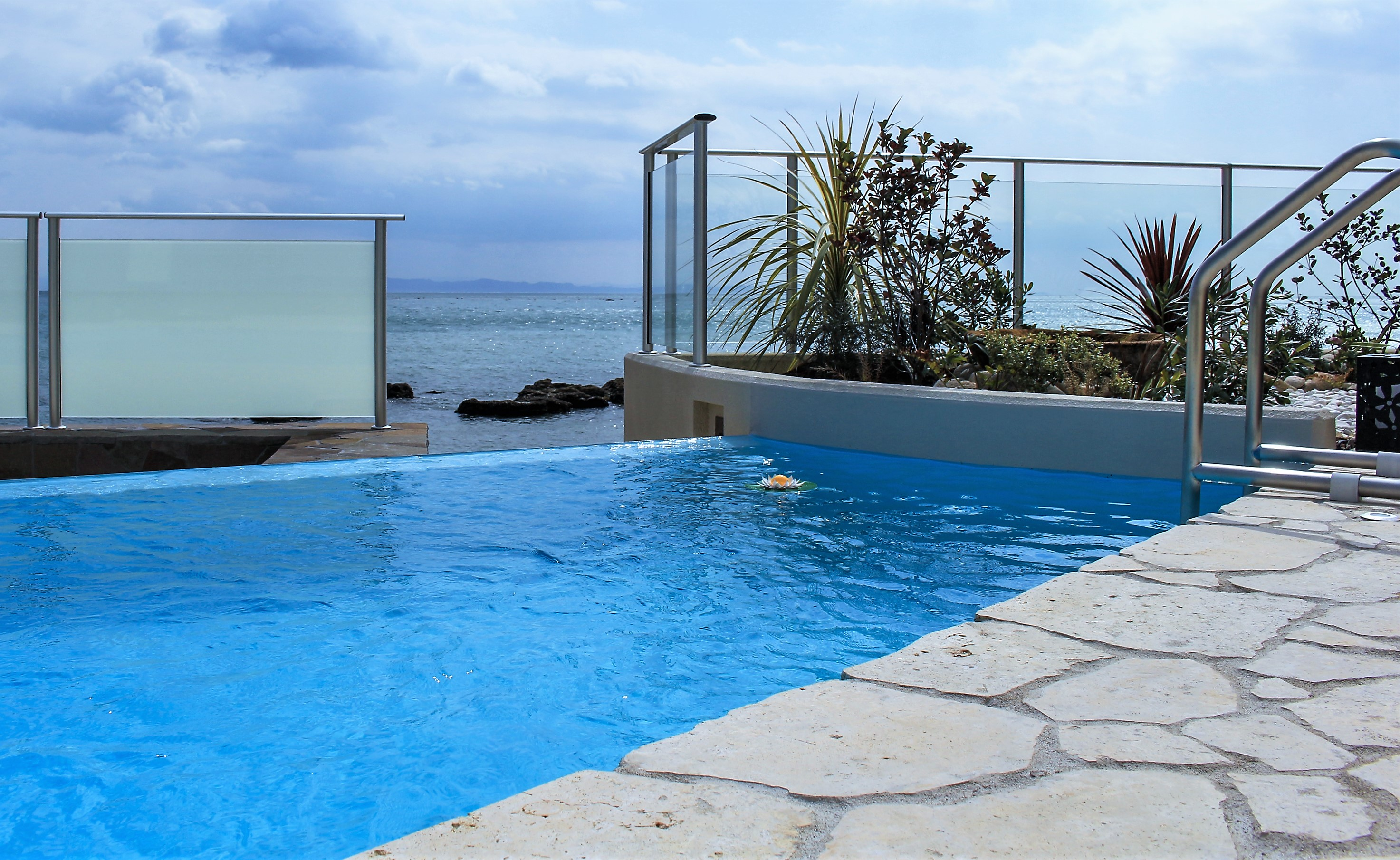
同社インフィニティプール施工例

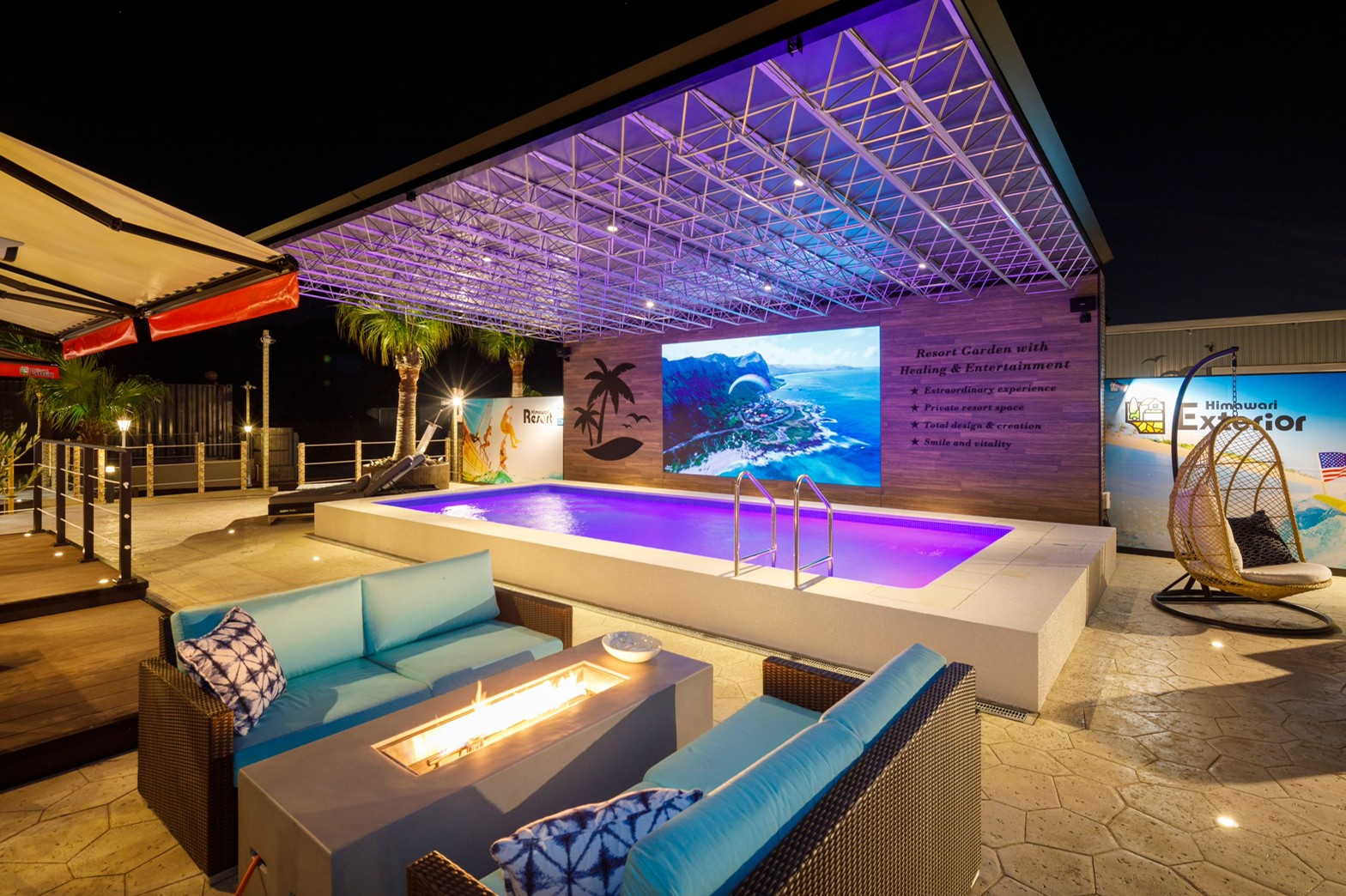
ひまわりライフ本社・展示場

- その他、リゾートガーデンに付随するエクステリア工事一式

出典： / 

### 独自ブランド
- 「ひまわりリゾート」（リゾートブランド）
- 「ひまわりエクステリア」（エクステリアブランド）
- 「ひまわりファンメル」（自社テナントビル）

## 主要取引先
- 三協立山アルミ
- LIXIL
- タカショー
- 四国化成
- YKK AP
- ディーズガーデン
- 東洋工業
- プールカンパニー

## 受賞歴
- 2005年(平成17年) - 第13回 タカショー庭空間コンテスト 最優秀賞[24]。
- 2006年(平成18年) - 第14回 タカショー庭空間コンテスト 優秀賞[24]。
- 2007年(平成19年) - 第15回 タカショー庭空間コンテスト 優秀賞[24]。
- 2009年(平成21年) - 2009エクステリアデザインコンテスト リフォーム部門受賞（三協立山アルミ主催）[14]。第32回　TOEX施工コンテスト ニコニコ賞[24]。
- 2011年(平成23年) - LIXIL エクステリア施工コンクール A部門：門まわり・車庫まわり部門賞受賞[25]。
- 2012年(平成24年) - LIXIL主催「2011年度自然浴deくらす販売コンテスト感謝の集い」にて「関西施工コンクール賞」受賞[26]。
- 2014年(平成26年)4月 - 第5回リックパースコンテスト2014「ランドスケープ大賞」受賞[17]
- 2015年(平成27年)8月 - LIXILエクステリア2015「エクステリアリフォーム部門」にて銀賞受賞[18]。
- 2016年(平成28年) - タカショー第24回庭空間施工例コンテスト「5thROOM＆ガーデン部門」金賞受賞[27]。日本興業「デザイン＆フォトコンテスト2016」にて『プールガーデン展示場』がグランプリ受賞[28]。
- 2017年(平成29年) - 2017年TOYO工業全国施工写真コンテスト「ペイブマテリアル部門」優秀賞及び、第25回 タカショー庭空間施工例コンテスト「5thROOM＆ガーデン部門」銀賞、タカショー 第8回 光の施工例コンテスト 準グランプリ、NIKKO Design Competition 2017 フォトグラフ部門 優秀賞、同審査委員長特別賞　ビューティフル！賞受賞[29]。
- 2018年(平成30年) - YKKAP エクステリアフォトスタイルコンテスト2018 リビングガーデン部門 入賞。タカショー 第25回庭空間施工例コンテスト リフォームガーデン・エクステリア部門 金賞。タカショー 光の施工例コンテストVol.9 グランプリ。ディーズガーデン施工デザインコンテスト2018 特別賞[24]。
- 2019年（令和元年） 
  - YKKapリフォーム・リノベーション部門 シルバースタイル賞[30]。
  - LIXIL ファサード部門 入選賞[30]。
  - タカショー 第27回 庭空間施工例コンテスト リフォームガーデン・エクステリア部門 銅賞・入選[30]。
  - タカショー 光の施工例コンテストVol.10 グランプリ[30]。
- 2020年（令和2年） 
  - YKKap CADオペレーターチャンピオンシップ2020 ダイヤモンド賞[30]。
  - YKKap CADオペレーターチャンピオンシップ2020 サファイア賞[30]。
- 2021年（令和3年）
  - タカショー 第11回光の施工例コンテスト 準グランプリ大賞[30]。
  - LIXIL エクステリアマイスター販売コンテスト2021-ブロンズ[30]。
  - LIXIL エクステリアコンテスト2021-ファサード部門-入選[30]。
- 2022年（令和4年）
  - タカショー 第29回庭空間施工例コンテスト コントラクト部門 金賞[30]。
  - タカショー 第29回庭空間施工例コンテスト 5th ROOM＆ガーデン部門 銅賞[30]。
- 2023年（令和5年）
  - LIXIL LIXILエクステリアコンテスト2023 ガーデン部門 入選[30]
  - LIXIL LIXILエクステリアコンテスト2023 パブリック・まちなみ部門 入選[30]
  - LIXIL LIXILエクステリアコンテスト2023 エクステリアリフォーム部門 入選[30]
  - LIXIL エクステリアマイスター販売コンテスト2023-ブロンズ賞[30]
  - 第31回 タカショー庭空間施工例コンテスト 5thROOM＆ガーデン部門 銀賞[30]
  - 第31回 タカショー庭空間施工例コンテスト コントラクト（非住宅）部門 銀賞[30]
  - 第31回 タカショー庭空間施工例コンテスト ライティング部門 銅賞[30]

## メディア
- 2016年 - 1月から2018年3月までサンテレビのCMにて阪本智子を起用[31]。
- 2018年(平成30年)1月 - フジテレビドラマ『隣の家族は青く見える』に同社が設計・施工例写真を美術提供し放映される[8][9][10][11]。
- 2018年(平成30年)11月8日 - 毎日放送 MBSテレビ『メッセンジャーの○○は大丈夫なのか?』で撮影ロケ地の協力を行い、社長の浦﨑正勝も出演[12][32]。
- 2019年(平成31年)3月18日 - TBS『ふと発見した立派なお家にピンポンしてみた』で撮影ロケ地の協力。「神戸で発見!玄関からワクワクがずっと止まらないお家」として浦﨑の自宅が登場[33][34]。
- 2019年(令和元年)8月18日 - フジテレビ「Mr.サンデー」の特集「自宅にプール買う人…常識破りの成功者物語」にて施工したプールと事業内容が紹介される[21]。
- 2019年(令和元年)11月30日 - 関西テレビ『ウラマヨ!』の「#476 クイズ！その家まるごとまとめてハウマッチ」にて自社施工の代表者浦﨑の自宅が番組の題材となる[35][36][37][38]。
- 2020年(令和2年)1月22日 - MBSテレビ『ちちんぷいぷい』のコーナー「駅前シャッターチャンス」で「ひまわりリゾートサテライトショップ」（神戸三ノ宮）が紹介されピアニスト清塚信也が来店[39]。
- 2020年(令和2年)3月28日、MBSテレビ『せやねん!』で社長宅が「動物園の様な家」として取材・放映される[40][33]。
- 2020年(令和2年)8月1日、MBSテレビ『せやねん!』のコーナー「スマイル工務店」の番組制作に協力[41]。
- 2020年(令和2年)10月10日、『せやねん!』「スマイル工務店」放映[42]
- 2021年(令和3年)1月16日、MBSテレビ『せやねん!』のコーナー「スマイル工務店」に浦﨑がガーデンデザイナーとして出演[43][44]。
- 2021年(令和3年)7月17日、MBSテレビ『せやねん!』のコーナー「スマイル工務店」出演[45]
- 2021年(令和3年)9月11日、MBSテレビ『せやねん!』のコーナー「スマイル工務店」出演[46]
- 2021年(令和3年)12月4日、MBSテレビ『せやねん!』のコーナー「スマイル工務店」スペシャル生放送に出演[47]

## 事業所
- 本社・展示場
  - 兵庫県神戸市西区井吹台西町6丁目49-4 ひまわりファンメル 2F[4]